# Nasho (Sektor)
Nasho (Kinyarwanda Umurenge wa Nasho) ist einer von 12 Sektoren im Distrikt Kirehe in der Ostprovinz von Ruanda.

## Geographie
Nasho hat eine Fläche von 103,1 km² und liegt auf einer Höhe von etwa 1320 m. Der Sektor unterteilt sich in die fünf Zellen Cyambwe, Kagese, Ntaruka, Rubirizi und Rugoma. Nachbarsektoren sind im Norden Ndego, im Osten Mpanga, im Südosten Nyarubuye, im Südwesten Mushikiri, im Westen Rukira und im Nordwesten Kabare. Im Norden liegt Nasho am Cyambwe-See.

## Bevölkerung
Zur Volkszählung von 2022 betrug die Einwohnerzahl 33.665. Zehn Jahre zuvor waren es 26.954, was einem jährlichen Bevölkerungszuwachs von 2,3 Prozent zwischen 2012 und 2022 entspricht.

## Verkehr
Durch den Sektor verläuft in Ost-West-Richtung die Nationalstraße 25.